# Prépublication
La prépublication désigne la publication, sous différentes formes (feuilleton, économique, abrégée, sur Internet, etc.) d'une œuvre littéraire ou scientifique avant sa parution.

## Édition scientifique
Pour l'usage de prépublications (preprints) dans le domaine de l'édition scientifique, voir Prépublication (édition scientifique).

## Littérature
Le feuilleton au XIXe siècle, le samizdat dans les pays de l'Est, et accessoirement la revue, ou Internet, sont des formes de prépublication usitées en littérature.

## Bandes dessinées
On prépublie ainsi des bandes dessinées ou des mangas dans la presse quotidienne, hebdomadaire, nationale ou régionale. Les périodiques de bandes dessinées ou magazines de prépublication de manga publient ainsi des BD qui, si leur popularité le justifie, sont ensuite publiées en album. Certains éditeurs et des particuliers prépublient même des bandes dessinées en ligne (Internet).